# Christaturm
Le Christaturm est une montagne qui s’élève à 2 170 m d’altitude dans le Kaisergebirge, en Autriche.